# Fluitershoek
Fluitershoek is een buurtschap in de gemeente Hulst, in de Nederlandse provincie Zeeland. De in de regio Zeeuws-Vlaanderen gelegen buurtschap ligt ten noorden van het dorp Lamswaarde en ten zuiden van de Westerschelde. Fluitershoek ligt in de in 1612 drooggelegde Kruispolder aan de Lange Nieuwstraat ten oosten van de kruising met Van Remortelstraat. De buurtschap bestaat uit een tiental boerderijen en woonhuizen. Ten zuiden van Fluitershoek ligt de kreek De Weel, die ontstaan is tijdens een dijkdoorbraak. Fluitershoek heeft een wit plaatsnaambord. Gedurende de volkstelling van 1930 stond de buurtschap bekend als Lange Nieuwstraat, tevens de naam van de doorgaande weg van Kloosterzande naar Kruispolderhaven.
De postcode van de buurtschap is 4587, de postcode van Kloosterzande.
Stad: Hulst

Dorpen: Clinge · Graauw · Heikant · Hengstdijk · Kapellebrug · Kloosterzande · Kuitaart · Lamswaarde · Nieuw-Namen · Ossenisse · Sint Jansteen · Terhole · Vogelwaarde · Walsoorden

Buurtschappen: Absdale · Baalhoek · Boschkapelle · Catalijnenweg · Delft · Drie Hoefijzers · Duivenhoek · De Eek · Emmadorp · Fluitershoek · Groenendijk · Halfeind · Hoefkesdijk · Hoek en Bosch · 't Hoekje · 't Jagertje · Kalverdijk · Kampen · Kamperhoek · Keizerrijk · De Knapaf/Droogedijk · Knuitershoek · Koelewei · Koningsdijk · De Kraai · Krabbenhoek · Kreverhille · Kruisdorp · Kruispolderhaven · Kruisweg · Het Lammetje · Luntershoek · Margret · Margretschedijk · Molenhoek · Molenhoek · Muggenhoek (deels) · Noordstraat · Het Oliekot · Oostdijk · Ossenhoek · Oude Kaai · Oudemolen · Oude Stoof · Paal · Patrijzendijk · Patrijzenhoek · Pauluspolder · Perkpolder · Prosperdorp · De Rape · Roskam · Roverberg · Ruischendegat · Rustwat · Saswijk · Schapershoek · Scheldevaartshoek · Schuddebeurs · Sluis/Drie Gezusters · Statenboom · Stoppeldijk (Rapenburg) · Stoppeldijkveer (deels) · Strooienstad · Tasdijk · Tivoli · Tragel · Verkorting · Vijfhoek · Vogelfort · Walenhoek · Zandberg · Zeedorp · Zeegat

Historische plaatsen: Boerenmagazijn · Eekenissepolder · Klein Kuitaart · Vitshoek

Zeeland: Steden en dorpen in Zeeland      Nederland: Provincies · Gemeenten